# Havana (Kansas)
Havana és una població dels Estats Units a l'estat de Kansas. Segons el cens del 2000 tenia 86 habitants.

## Demografia
Segons el cens del 2000, Havana tenia 86 habitants, 42 habitatges, i 25 famílies. La densitat de població era de 255,4 habitants/km².
Dels 42 habitatges en un 19% hi vivien nens de menys de 18 anys, en un 45,2% hi vivien parelles casades, en un 14,3% dones solteres, i en un 38,1% no eren unitats familiars. En el 35,7% dels habitatges hi vivien persones soles l'11,9% de les quals corresponia a persones de 65 anys o més que vivien soles. El nombre mitjà de persones vivint en cada habitatge era de 2,05 i el nombre mitjà de persones que vivien en cada família era de 2,62.
Per edats la població es repartia de la següent manera: un 18,6% tenia menys de 18 anys, un 5,8% entre 18 i 24, un 24,4% entre 25 i 44, un 34,9% de 45 a 60 i un 16,3% 65 anys o més.
L'edat mediana era de 46 anys. Per cada 100 dones de 18 o més anys hi havia 100 homes.
La renda mediana per habitatge era de 30.625 $ i la renda mediana per família de 34.107 $. Els homes tenien una renda mediana de 25.313 $ mentre que les dones 17.083 $. La renda per capita de la població era de 14.996 $. Cap de les famílies i el 6,7% de la població estaven per davall del llindar de pobresa.

## Poblacions més properes
El següent diagrama mostra les poblacions més properes.